# Mayapán (Yucatán)
Mayapán es la cabecera del municipio de Mayapán, uno de los 106 que configuran el estado de Yucatán en México.

## Toponimia
La descomposición etimológica del nombre de Mayapán es un hibridismo entre la lengua maya y náhuatl, según el Diccionario Maya Cordemex compilado por Alfredo Barrera Vásquez, sería Ma, negación, no, Ya, contracción de Ya'ab, que significa muchos y pan, de la palabra náhuatl pantli, que quiere decir bandera. Es decir: la bandera del lugar para algunos (para no muchos).

## Localización
Ubicada a 24 m s. n. m., Mayapán dista geográficamente 70 km al sureste de la ciudad de Mérida.

## Información sociodemográfica
Mayapán tiene 2.437 habitantes. 1.192 (48.91%) son hombres y 1.245 (51.09%) son mujeres, la población mayor de 18 años es de 1.129. Cuenta con 462 viviendas.